# Harold Wenstrom
Harold Wenstrom (Brooklyn, 4 gennaio 1893 – 26 aprile 1944) è stato un direttore della fotografia statunitense.

## Filmografia
- La lotta per un tesoro (The Best of Luck), regia di Ray C. Smallwood (1920)
- Lo sciocco (The Saphead), regia di Herbert Blaché, Winchell Smith (1920)
- Proxies, regia di George D. Baker (1921)
- The Wild Goose, regia di Albert Capellani (1921)
- The Beauty Shop, regia di Edward Dillon (1922)
- La giovane Diana (The Young Diana), regia di Albert Capellani e Robert G. Vignola (1922)
- Armi ed amori (When Knighthood Was in Flower), regia di Robert G. Vignola (1922)
- The Face in the Fog, regia di Alan Crosland (1922)
- Adam and Eva, regia di Robert G. Vignola (1923)
- The Go-Getter, regia di Edward H. Griffith (1923)
- Under the Red Robe, regia di Alan Crosland (1923)
- The Great White Way, regia di E. Mason Hopper (1924)
- Zander the Great, regia di George W. Hill (1924)
- Born to Battle, regia di Robert De Lacey (1926)
- Into Her Kingdom, regia di Svend Gade (1926)
- Syncopating Sue, regia di Richard Wallace (1926)
- Il manto di ermellino (The Lady in Ermine), regia di James Flood (1927)
- The Midnight Watch, regia di Charles J. Hunt (1927)
- Hazardous Valley, regia di Alvin J. Neitz (1927)
- Born to Battle, regia di Alvin J. Neitz (1927)
- The Big House, regia di George W. Hill (1930)
- Castigo (Min and Bill), regia di George W. Hill (1930)
- The Secret Six, regia di George W. Hill (1931)
- Menschen hinter Gittern, regia di Pál Fejös (1931)
- I demoni dell'aria (Hell Divers), regia di George W. Hill (1931)
- Huddle, regia di Sam Wood (1932)
- Il professore (Speak Easily), regia di Edward Sedgwick (1932)
- Il levriero del mare (Fast Life), regia di Harry A. Pollard e Sam Wood (1932)
- Viva la birra (What! No Beer?), regia di Edward Sedgwick (1933)
- La pattuglia sperduta (The Lost Patrol), regia di John Ford (1934)
- Keep 'Em Rolling, regia di George Archainbaud (1934)
- Their Big Moment, regia di James Cruze (1934)
- Gift of Gab, regia di Karl Freund (1934)
- Wednesday's Child, regia di John S. Robertson (1934)
- Ferry-Go-Round, regia di Sam White - cortometraggio (1934)
- Red Morning, regia di Wallace Fox (1934)
- Laddie, regia di George Stevens (1935)
- Arizona (The Arizonian), regia di Charles Vidor (1935)
- La grande arena (Powdersmoke Range), regia di Wallace Fox (1935)
- La dominatrice (Annie Oakley), regia di George Stevens (1935)
- Radio Barred, regia di Leslie Goodwins - cortometraggio (1936)
- A Wedtime Story, regia di Leslie Goodwins - cortometraggio (1936)
- Fight is Right, regia di Leslie Goodwins - cortometraggio (1936)
- Vocalizing, regia di Leslie Goodwins - cortometraggio (1936)
- Don't Be Like That, regia di Jean Yarbrough (1936)
- Dog Blight, regia di Jean Yarbrough - cortometraggio (1936
- Chicken Feed, regia di Charles E. Roberts - cortometraggio (1939)